# Nehe Milner-Skudder
Nehe Milner-Skudder (Taihape, Manawatu-Wanganui, Nova Zelanda, 15 de desembre de 1990) és un jugador neo-zelandès de rugbi que juga com a fullback per Manawatu a la ITM i els Hurricanes al Super Rugby. Va fer el seu debut internacional durant el The Rugby Championship 2015 contra Austràlia, aconseguint dos assaigs.

## Carrera domèstica
Nascut a Palmerston , Milner-Skudder va començar com a jugador de rugby en l'equip sots-20 dels Canterbury Bulldogs de Sydney, fins que el  2011 fitxa pels Manawatu, debutant durantITM Cup de 2011. Ràpidament es va establir com un jugador titular de l'equip en el Manawatu el que el va portar a jugar a Hurricanes. Un temporada brillant de la ITM Cup de 2014 amb títol inclòs el va portar a formar part de la plantilla oficial dels Hurricanes de 2015 i de la selecció All-Black.

## Carrera internacional
Descendents de Ngāti Porou i Tapuika, Milner-Skudder va ser cridat per jugar a la Māori All Blacks en la gira al Japó de 2014. El seu debut amb el primer equip dels All Blacks fou contra Austràlia a Sydney el 8 d'agost de 2015. Al setembre, Milner-Skudder formaria part de la selecció neozelandesa que jugaria la Copa del Món de Rugbi de 2015.